# Victor D'Hondt
Victor D'Hondt (20. november 1841 – 30. maj 1901) var en belgisk advokat og professor i jura ved Universitetet i Gent, som i 1878 udgav et flyveblad om forholdsmæssig repræsentation, hvori han foreslog en mandatfordelingsmetode, som siden har fået hans navn, D'Hondts metode. Metoden er bygget således op, at partiernes stemmetal deles med 1;2;3;4;5 osv. og højeste kvotient tildeles 1. mandat, næsthøjeste kvotient 2. mandat osv.
Denne metode er efterfølgende blevet adopteret af en lang række lande, deriblandt Danmark. Blandt andre lande, hvor metoden anvendes kan nævnes Argentina, Belgien, Bulgarien, Chile, Finland, Holland, Irland, Israel, Japan, Kroatien, Paraguay, Polen, Portugal, Schweiz, Skotland, Slovenien, Spanien, Tjekkiet, Tyrkiet, Wales og Østrig.